# Cinéma malaisien
 (juin 2022).
Si vous disposez d'ouvrages ou d'articles de référence ou si vous connaissez des sites web de qualité traitant du thème abordé ici, merci de compléter l'article en donnant les références utiles à sa vérifiabilité et en les liant à la section « Notes et références ».
Le cinéma malaisien désigne l'industrie cinématographique de la Malaisie, et par extension les films produits et réalisés en Malaisie et/ou par ses ressortissants.

## Histoire
L'histoire du cinéma malaisien commence en 1933 avec la projection de Laila Majnun, une histoire perse classique avec deux "amants maudits". Réalisé par B.S. Rajhans et produit par la société chimique Motilal de Bombay (basée à Singapour), le casting comprenait un ensemble d'opéra. 
Le public réagit de façon enthousiaste, et en 1937 deux frères, Run Run et Runme Shaw, décidèrent d'importer du matériel de Shanghai et de commencer la production de film malaisiens depuis leur petit studio de la route Ampas à Singapour. Mais ils ne réussirent qu'à tourner 5 ou 6 films avant l'invasion japonaise de 1941. 
Après la fin de la Seconde Guerre mondiale en 1945, les Shaw Brothers reprirent leur activité et sortirent en 1947 un film réalisé par Rajhans appelé Singapura Di Waktu Malam (Singapour la nuit), avec Siput Sarawak. Avec le soutien de leur chaîne de cinéma (qu'ils avaient acheté ou loué), le film rencontra un certain succès. Les Frères Shaw continuèrent à produire de nouveaux films et à introduire de nouvelles vedettes, dont la native de Sumatra Kasma Booty. Son premier film Cempaka racontait l'histoire d'une jeune fille des îles. 
En 1948, P. Ramlee - qui deviendra plus tard une légende vivante du cinéma malaisien - réalisa son premier film Cinta (L'amour). C'est son talent pour composer les musiques et les chanter qui lui valut son succès. Il était très polyvalent et pouvait tenir lieu d'acteur (comique ou dramatique), de scénariste et de metteur en scène. La plupart de ses premiers films comprenaient beaucoup de danses et de chansons, suivant la vague des réalisations indiennes. Après Rajhans, Les frères Shaw importèrent d'ailleurs de nombreux metteurs en scène indiens, comme S. Ramanathan, Shastri, Phani Majumdar et D. Ghoss. Ils donnèrent tout de même leurs chances à quelques réalisateurs locaux, comme L. Krishnan et K. M. Bashker qui avaient tout appris sur le tas en travaillant sur les productions des autres. Avant la fin des années 1960, la plupart des expatriés avaient été remplacés par des malaisiens.
Le succès rencontré par les studios des frères Shaw, connu sous le nom de Malay Film Productions (MPP), encouragea les initiatives de quelques autres entrepreneurs sur le marché. Le studio Nusantara se lança en 1951, sous la direction de Hsu Chiu Meng. Mais il dépendait beaucoup des cinémas indépendants, et après une douzaine de films produits, Nusantara ferma ses portes en 1954. 
En 1952, Ho Ah Loke ouvrit un studio sur la route Tempines à Singapour, la Rimau Film Productions. Après un premier film, il changea ce nom pour Keris Film Productions. Ho possédait déjà quelques petits cinémas car il avait commencé à s'intéresser à la distribution de films. Il réussit à produire un certain nombre de films, et en 1956 son studio fusionna avec la Cathay Organisation, dirigée par le millionnaire Loke Wan Tho. La compagnie changea donc de nom pour Cathay-Keris Film Productions et ses locaux déménagèrent sur la route de la côte est, toujours à Singapour. Avec leur propre chaîne de salles de cinéma à travers la Malaisie et Singapour, les films de la Cathay-Keris représentaient une sérieuse concurrence pour les studios MFP des frères Shaw. Les deux compagnies produisaient chacun une dizaine de films par an.
Pendant ces premières années, tous les films étaient des réalisations en noir et blanc. Les studios avaient leurs propres laboratoires, enregistrant et assurant l'édition de leurs films. Les prises de son en direct étaient la pratique courante depuis le début jusqu'aux années 1960 quand la post-synchronisation fit son apparition.
Les scénarios se basaient pour la plupart sur des histoires populaires, des pièces de théâtre, des légendes ou encore sur des personnages et faits historiques réels. MFP produisit un film sur le guerrier légendaire Hang Tuah qui vécut durant l'apogée du sultanat Melaka. En guise de réponse, Cathay-Keris produisit un film sur Hang Jebat, le meilleur ami de Hang Tuah. Par la faute de malheureuses circonstances, les deux guerriers avaient fini par se combattre à mort.
Hang Tuah, réalisé en Eastman Color, a été réalisé par l'indien Phani Majumdar, spécifiquement embauché pour que le film puisse faire bonne figure au Festival du Film d'Asie de 1956. P. Ramlee interprétait Hang Tuah et avait aussi composé la musique, pour laquelle le film reçu une récompense.
Peu de temps avant leurs fermetures (1967 pour le MFP, 1972 pour Cathay-Keris), les deux studios rivaux MFP et Cathay-Keris produisirent 3 films en couleur chacun. Les Frères Shaw sortirent Ribut (Tempête), Hang Tuah et Raja Bersiong. Ce dernier, tiré d'une légende de l'État du Kedah, avait été écrit par le premier ministre malaisien Tunku Abdul Rahman Putra al-Haj. 
Les studios Cathay-Keris sortirent Buluh Perindu (La flute enchantée), Cinta Gadis Rimba (La vierge de Borneo) et Mahsuri (La servante de Langkawi), une autre légende de l'État du Kedah scénarisée par Tunku Abdul Rahman Putra. 
Il faut signaler que plusieurs sociétés tentèrent de se lancer dans cette industrie émergente, comme les studios Nusantara Films, Tan & Wong Film Company et Rimau Productions, mais la plupart ne réussirent pas à percer et laissèrent MFP et Cathay-Keris seuls sur le marché. 
En 1961, H. M. Shah acheta un terrain vierge à côté de Kuala Lumpur et y fonda les studios Merdeka. Après des débuts hésitant, ils réussirent à débaucher quelques stars et commencèrent une croissance florissante.
Les studios Merdeka étaient situés à côté du zoo national sur la route Hulu Kelang, à treize kilomètres du centre-ville. Aujourd'hui, ce sont les locaux de la National Film Development Corporation de Malaisie (FINAS). 
Les Frères Shaw envoyèrent plusieurs de leurs réalisateurs faire des films au sein de ces nouveaux studios, comme L. Krishnan, P. Ramlee et Salleh Ghani, Jamil Sulong, Omer Rojik, S. Kadarisman, Sudarmaji, Naz Achnas, M. Amin et Datuk Jins Shamsudin. 
En 1975, la compagnie Sabah Films réalisa des profits colossaux avec leur première réalisation, Keluarga Comat (La famille de Comat). Rapidement, un certain nombre de sociétés se montèrent pour essayer de reproduire l'exploit, comme Perfima, Syed Kechik Productions, Indra film Productions, Jins Shamsudin Production et d'autres.
Les années 1980 amenèrent de nombreux changements dans l'industrie du film malaisienne. L'un des plus importants  fut la création de la National Film Development Corporation de Malaisie (FINAS) en 1981, destinée à développer, stimuler la croissance et conserver un standard de qualité au sein du paysage cinématographique.
La FINAS a depuis créé de nombreuses structures de développement, comme des facilités de crédits permettant à de jeunes réalisateurs de se lancer et de prouver leur potentiel. Cette renaissance de l'industrie a également entrainé des changements au niveau des formats des productions locales. Presque tous les films de cette époque étaient réalisés en couleurs, et certains utilisaient le cinémascope. Il n'y avait aucun salaire fixe pour des artistes travaillant pour une certaine compagnie ou studio. Afin d'éviter des situations de monopole, les sociétés étaient contraintes de n'exercer pas plus de deux ou trois fonctions (telles que production, distribution, …). Les producteurs pouvaient récupérer une partie de leur investissement grâce à une taxe sur les spectacles.
Une autre incitation pour les réalisateurs de film malaisiens est la commande d'émissions télévisées (au format film ou vidéo). La conséquence de ces aides est qu'il y a aujourd'hui plus de 300 compagnies de film inscrites à la FINAS.
De nos jours, la Malaisie produit environ 15 longs métrages annuels, et entre 300 et 400 téléfilms ou séries (en plus des productions internes aux chaines de télévision). La Malaisie organise aussi son propre festival du film national tous les ans.
On dénombre environ 250 salles de cinéma et multiplexes en Malaisie, qui diffusent non seulement des films locaux mais aussi des productions importées. L'accueil des tournages de films étrangers est très bien vu en Malaisie, car il permet souvent à des techniciens et artistes locaux d'acquérir une certaine expérience.

### Listes et catégories
- (en) Films A-Z, Films (chronologie)
- (en) Réalisateurs, Scénaristes, Acteurs